# Peter Schnellbach

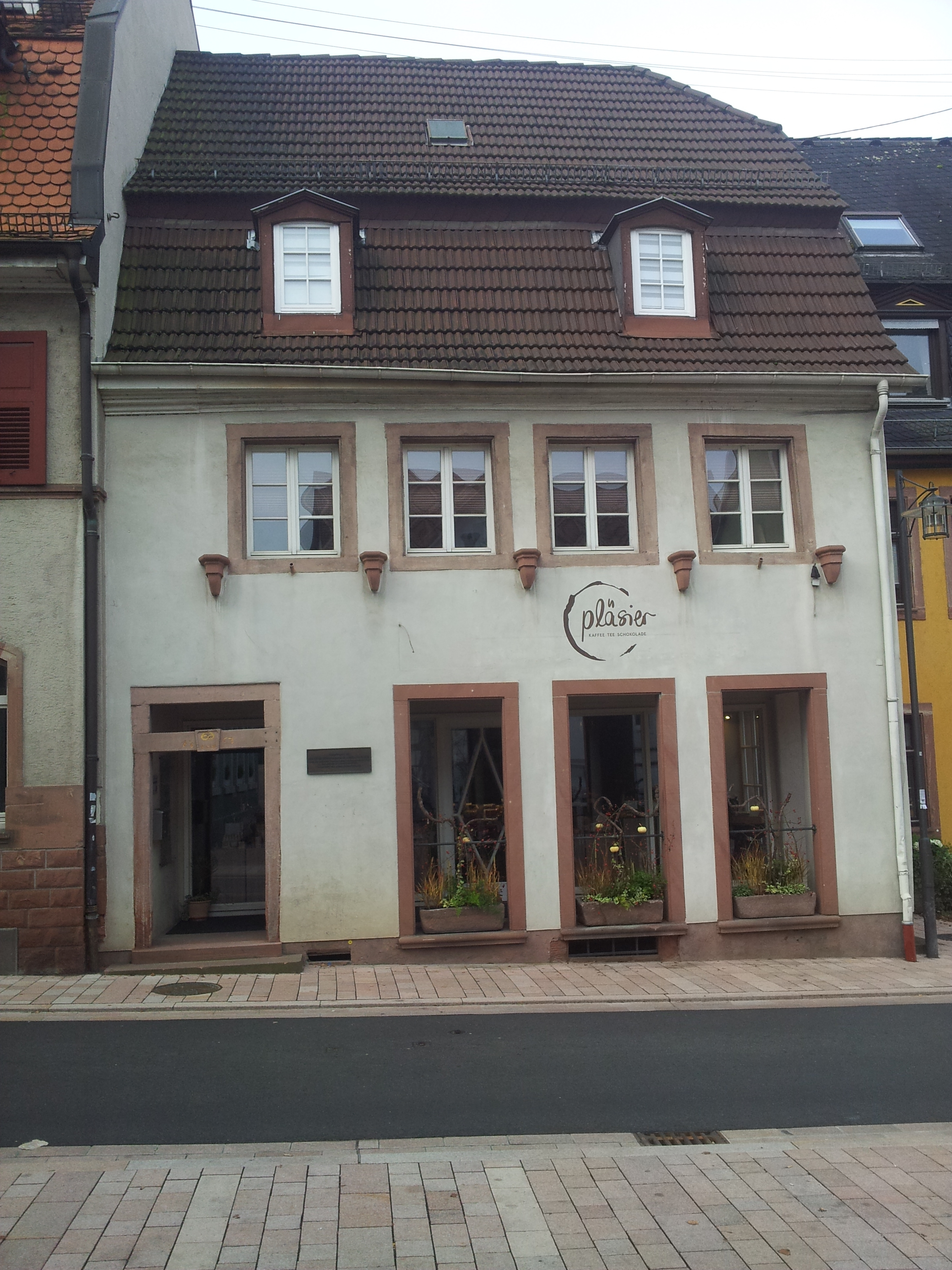
Geburtshaus von Peter Schnellbach in Neckargemünd

Peter Schnellbach (* 21. Januar 1865 in Neckargemünd; † 14. Oktober 1932 ebenda) war ein deutscher Volkswirt und Heimatdichter.

## Leben
Geboren als Sohn des Binnenschiffers Johann Jakob Schnellbach und dessen Frau Philippine, besuchte Schnellbach die Höhere Bürgerschule in Heidelberg und Bad Wimpfen. Hieran schloss sich eine kaufmännische Ausbildung in Mannheim an. Anschließend nahm er das Studium der Volkswirtschaftslehre und der Rechtswissenschaft auf. In Heidelberg leistete er seinen Militärdienst ab, bevor er 1889 an der Universität Heidelberg promoviert wurde. Schnellbach arbeitete dann zunächst für die Handelskammer in Mannheim. Um 1895 wechselte er an das Institut für Gemeinwohl in Frankfurt am Main. Dort war er im Bureau für Armenwesen tätig, dessen Leitung er später übernahm. Im Jahr 1900 kehrte er nach Mannheim zurück und arbeitete zunächst im elterlichen Schiffsbetrieb. Später nahm er eine Stellung in der Maschinenfabrik Heinrich Lanz an und war dort für statistische und literarische Arbeiten zuständig.

## Werke (Auswahl)
- Gedichte. T. Löffler, Mannheim 1903, DNB 576086061, OCLC 21086343.
- Städte der Heimat: Gedichte. F. Gutsch, Karlsruhe 1904, DNB 57608610X, OCLC 37354598.
- Heinrich Lanz: Ein Pionier deutscher Industrie (= Badische Biographien. Band 6). C. Winter, Heidelberg 1927, DNB 576086088, OCLC 72111141.
- Balladen. J. Hörning, Heidelberg 1930, DNB 577956124, OCLC 34336904.